# Kryłatskoje (trasa rowerowa)
Kryłatskoje (ros. Крылатское) – trasa rowerowa w Moskwie (w rejonie Kryłatskoje), przeznaczona do indywidualnego wyścigu ze startu wspólnego w ramach zawodów kolarskich na Letnich Igrzyskach Olimpijskich 1980, na której Czesław Lang zdobył srebrny medal. 

## Charakterystyka
Trasa była pierwszą w historii, zaprojektowaną specjalnie na igrzyska olimpijskie. Strefa startu i mety znajdowała się w pobliżu Wiełotrieku Kryłatskoje, zaś tymczasowe trybuny z 4000 miejsc siedzących, zostały postawione wzdłuż odcinka finiszowego trasy. Po zakończeniu igrzysk trasa „Kryłatskoje”, została udostępniona rowerzystom latem i narciarzom zimą.
- Długość: 13,5 kilometra (w tym odcinek finiszowy 1,2 kilometra)
- Szerokość: 7 metrów (w tym odcinek finiszowy 14 metrów)
- Nawierzchnia: asfalt
- Ilość zakrętów: 101
- Suma wzniesień na jedno okrążenie: 285 metrów

## Galeria

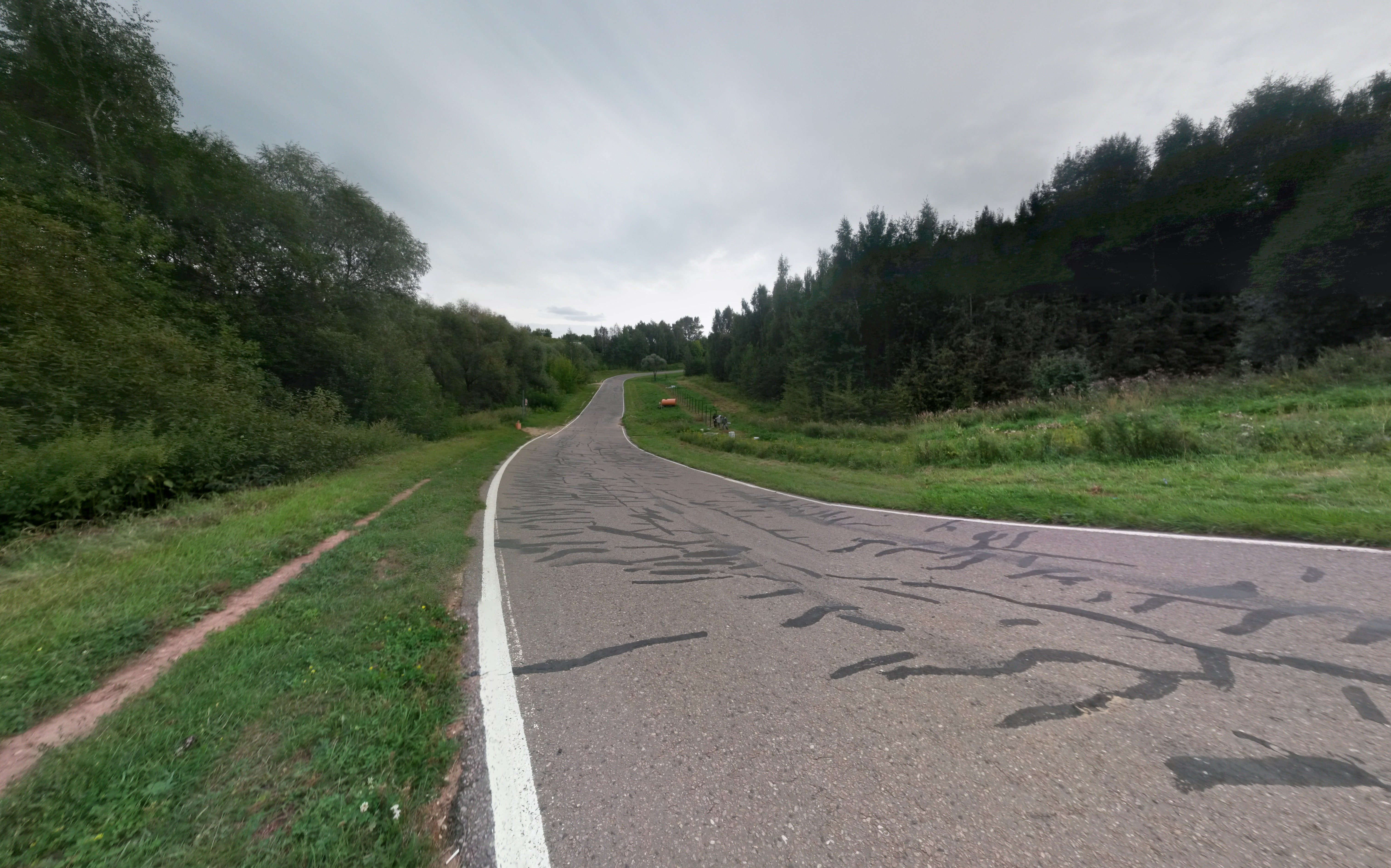
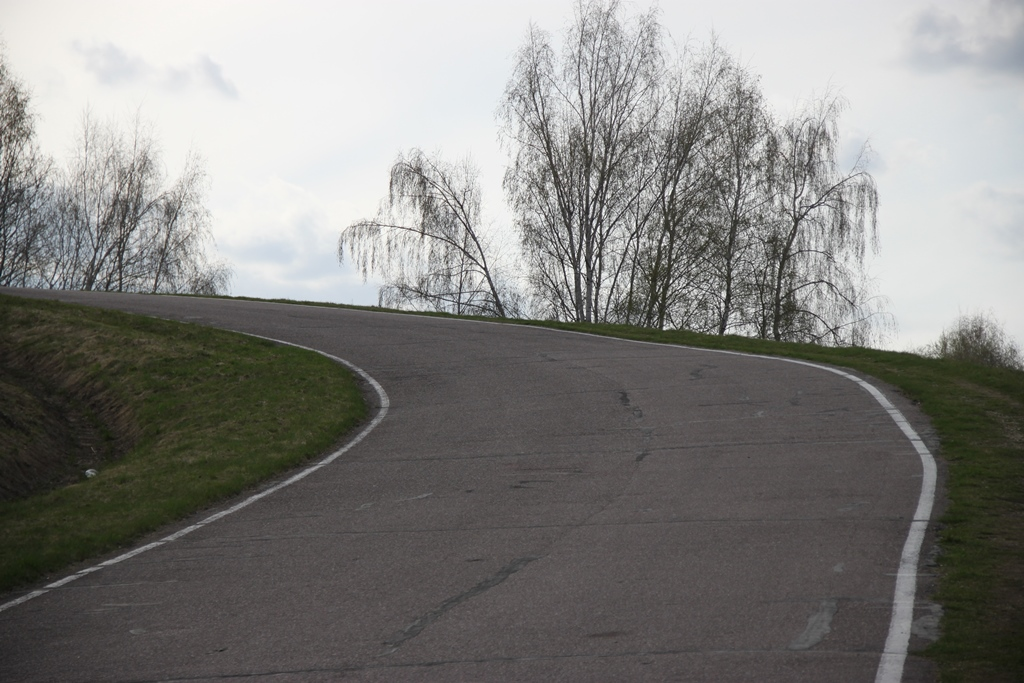
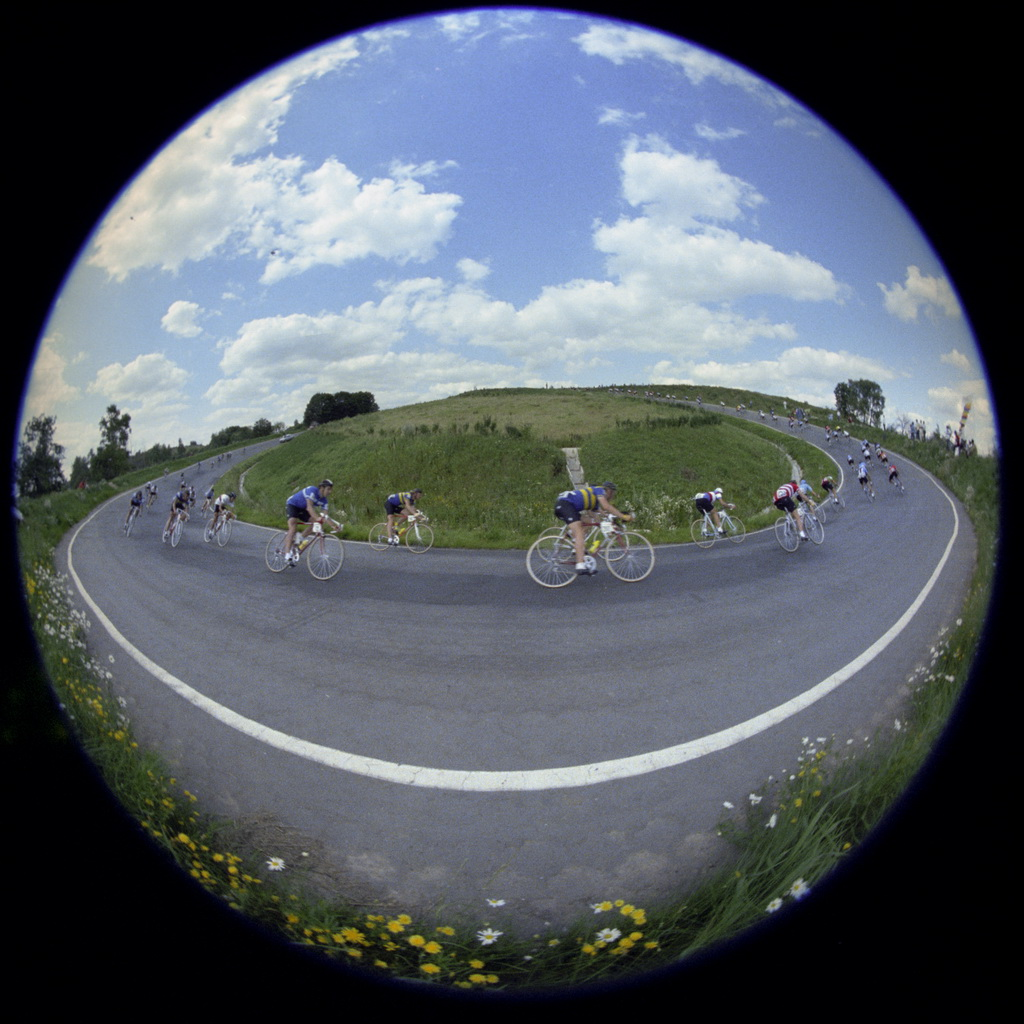
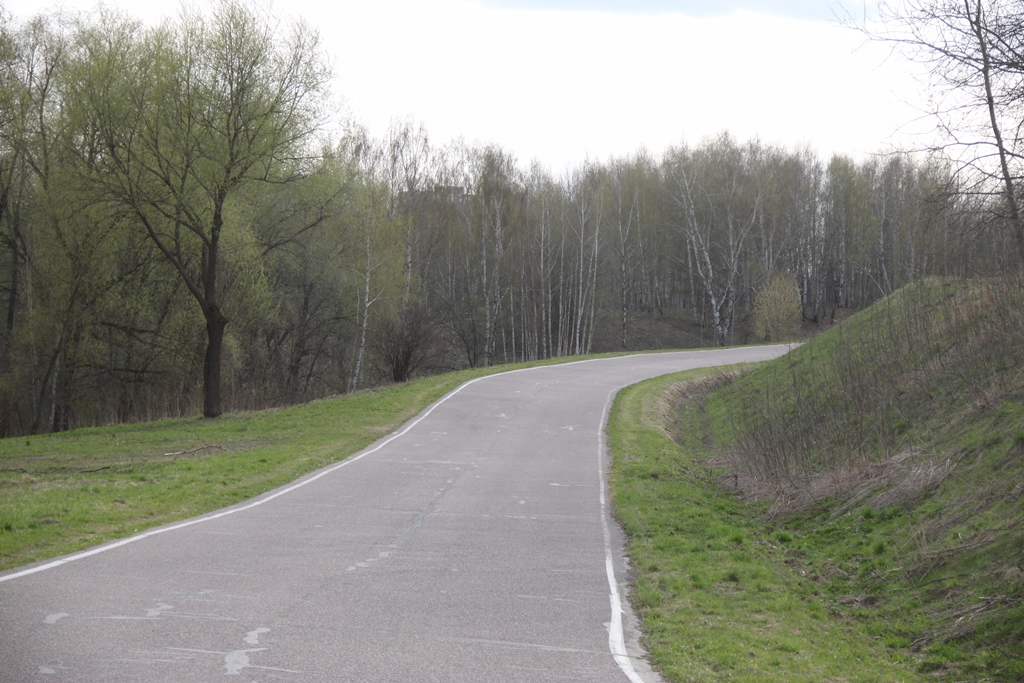
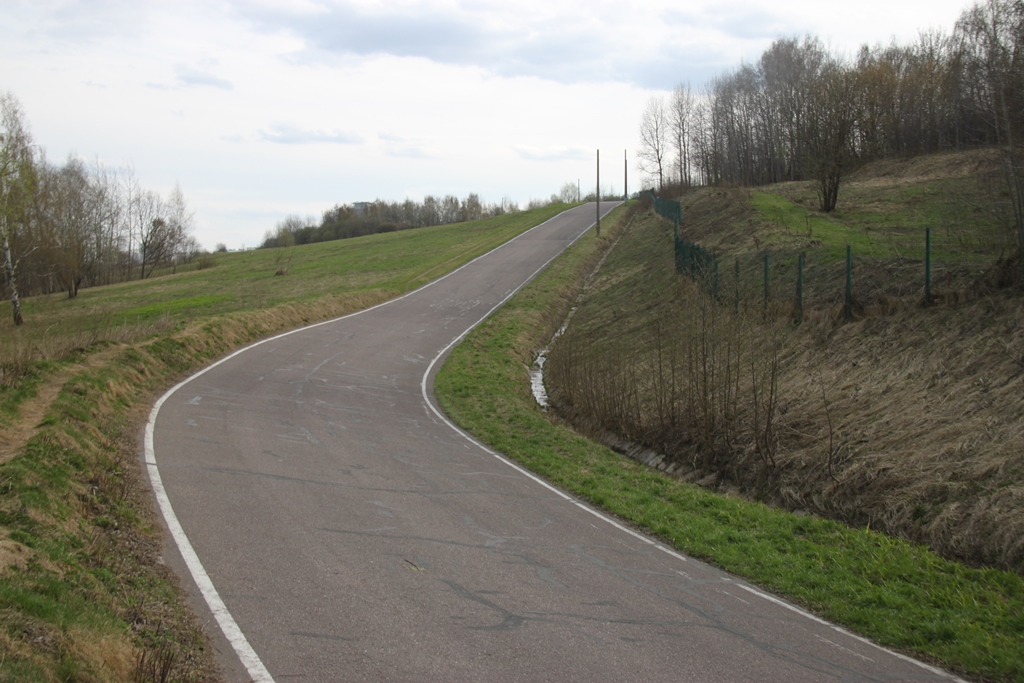